# Rockman Complete Works
Rockman Complete Works est une série de rééditions de remakes de jeux vidéo de la série Mega Man éditée par Capcom seulement au Japon sur PlayStation en 1999. La gamme Rockman Complete Works contient les six premiers jeux de la série originale Mega Man, initialement sortie sur le NES. Les six jeux ont été publiés individuellement, chaque disque contenant un portage de la version originale NES jouable en « mode original » fidèle, ainsi qu'en « mode Navi ». Ce dernier dispose d'un système de conseil sous forme d'un personnage donnant des conseils au joueur, une interface mise à jour, une bande-son arrangée, et d'autres modes de jeu optionnels. Les jeux sont compatibles avec le périphérique PocketStation, ce qui permet au joueur de défier les boss des différents jeux dans un mini-jeu de pierre-papier-ciseaux en appelé PokeRock. Les joueurs peuvent également jouer les uns contre les autres via le capteur infrarouge du PocketStation. Les six jeux ont ensuite été regroupés avec Mega Man X7 dans la compilation pour Rockman: Collection Special Box sur PlayStation 2,.
Les portages Rockman Complete Works de Mega Man 1 à 6 ont servi de base à la compilation Mega Man: Anniversary Collection, sortie en 2004 exclusivement en Amérique du Nord, sur PlayStation 2, Xbox et GameCube. En plus des si premiers volets de la série, cette version comprend également le jeu Super Nintendo Mega Man 7, la version PlayStation de Mega Man 8, et les spin-off sortis en arcade Mega Man: The Power Battle et Mega Man 2: The Power Fighters.
Les versions Rockman Complete Works des six premiers jeux de la série Mega Man sont également disponibles sur le PlayStation Network au Japon, ainsi que les quatre premiers jeux en Amérique du Nord. Ils sont donc disponibles en téléchargement sur PlayStation 3, PlayStation Portable et PlayStation Vita.

## Liste des jeux
- Rockman Complete Works: Rockman
- Rockman Complete Works: Rockman 2
- Rockman Complete Works: Rockman 3
- Rockman Complete Works: Rockman 4
- Rockman Complete Works: Rockman 5
- Rockman Complete Works: Rockman 6

## Postérité
Ces versions sont incluses dans la compilation Rockman: Collection Special Box datant de 2003.